# Ceratozetes longocuspidatus
Ceratozetes longocuspidatus är en kvalsterart som beskrevs av Kulijev 1962. Ceratozetes longocuspidatus ingår i släktet Ceratozetes och familjen Ceratozetidae. Inga underarter finns listade i Catalogue of Life.